# فلومزاپین

فلومزاپین(به انگلیسی: Flumezapine) یک داروی ضد روان پریشی شکست خورده‌است که برای درمان اسکیزوفرنی مورد مطالعه قرار گرفته‌است. فلومزاپین به دلیل نگرانی از مسمومیت کبدی و عضلانی، در مراحل آزمایشات بالینی شکست خورد. فلومزاپین از نظر ساختاری با الانزاپین که یک داروی رایج ضدروان‌پریشی است، شباهت دارد.